# Видра
Видрата (Lutra lutra) е вид хищен бозайник от семейство Порови (Mustelidae).
Поради силно намалялата си численост е вписана в Червената книга на застрашените видове. Основна заплаха за съществуването на вида е замърсяването на водоемите. Видрата е защитено животно в Червената книга на България.
Същевременно, и въпреки значителния си принос за поддържането на екологическото равновесие, е определяна и като вредител, заради пораженията, които нанася в сферата на рибовъдството.

## Устройство и особености на видрата
Тялото на видрата е удължено, гъвкаво и на дължина достига до 75 cm., т.е. тя е малко по-едра от обичайното за домашна котка. Опашката и е сравнително дълга – до 50 cm, масивна, мускулеста с двигателна функция. Предните лапи на видрата имат плавателна ципа. Гърбът и е шоколадово кафяв, а коремът по-светъл.
Храни се предимно с риба. Лови жертвата си изкусно под водата. Разнообразява менюто си с жаби, раци, водни плъхове, насекоми и други животни. На сушата излиза през нощта, на лов за спящи и мътещи птици. 
Размножителният период на видрата е през март-април. Женската ражда от 2 до 5 малки. Тя ги пази много добре и се грижи за обучението им.